# 枚聞神社

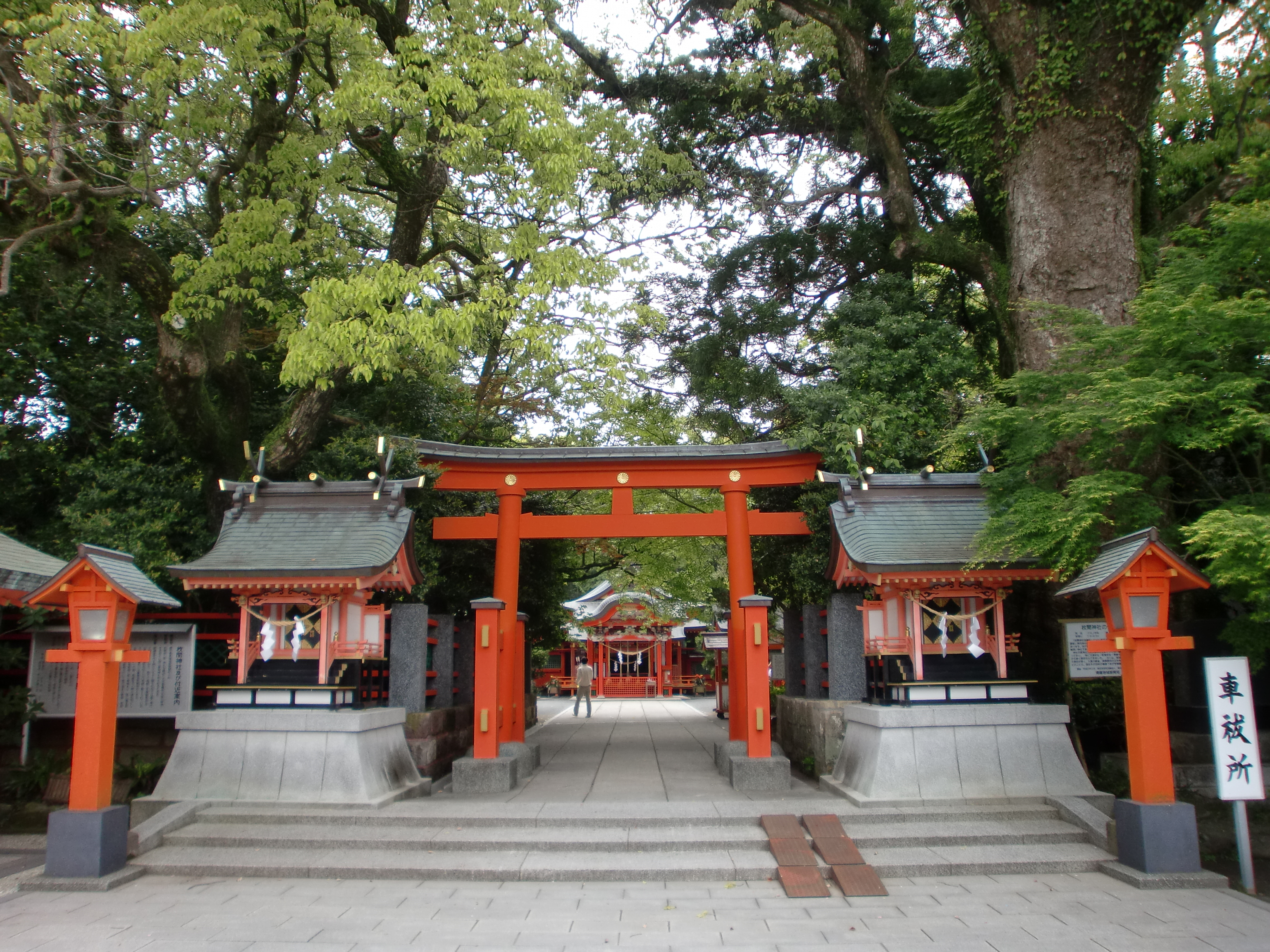
二の鳥居から望んだ勅使殿

枚聞神社（ひらききじんじゃ）は、鹿児島県指宿市開聞十町にある神社。式内社、薩摩国一宮。旧社格は国幣小社で、現在は神社本庁の別表神社。

## 祭神
主祭神
- 大日孁貴命（おおひるめのむちのみこと[1]）

配祀神
- 五男三女神を配祀。

明治時代以後は近隣の神社を合祀している。祭神については海神（わたつみのかみ）説の他、猿田彦神や国常立尊、大宮姫など様々な説がある。

## 歴史
創建の年代は社伝によれば、遠く神代とされているが、神社の縁起には，和銅元年(708年)の創建と記されている。元々は開聞岳を神体とする山岳信仰に根ざした神社であったと考えられ、当初は開聞岳の南麓に鎮座していたといわれているが、貞観年間の噴火により揖宿神社の所に一時避難、その後北麓の現在の場所に遷座されたという。
信頼できる史料での初出は『日本三代実録』貞観2年（860年）3月20日庚午条の神階昇叙記事で、この日に薩摩国従五位上開聞神が従四位下を加えられた。開聞神は、貞観8年（866年）4月7日に従四位上を授けられ、元慶6年（882年）10月9日に正四位下を授けられた。
延長5年（927年）の『延喜式神名帳』には「薩摩国穎娃郡 枚聞神社」として記載され、式内社に列している。
大正14年8月の「枚聞祭神調書」によれば、当神社は後鳥羽天皇の文治の頃から後陽成天皇の慶長4年までは、和田都美神社と称せられていたと伝えているので、当時の祭神は和田都美神であったと思われ、「神名帳頭注」（1503年）も和田都美神としている。「一宮記」にも「和田都美神社、枚聞神と号し」との記述があるが、祭神は塩土老翁猿田彦神としている。「三国名勝図会」と「神社撰集」は共に猿田彦神としており、明治維新の「廃寺方被仰渡」では国常立尊、大日孁貴、猿田彦大神の三座を祭神としている。この他にも豊玉姫、木花開耶媛、大宮姫など当神社の祭神については古来より諸説がある。
鎌倉時代以降は新田神社（薩摩川内市）と薩摩国一宮の地位を巡って激しい争いを繰り広げるようになる。戦国時代は島津氏の有力家臣であった頴娃氏の庇護下にあったが、元亀2年（1571年）に「証恩寺崩れ」と言われるお家騒動が起こり、その巻き添えとなって社殿を失った。しかし、すぐに島津氏の庇護を受けて再興、同氏は当神社の籤により作戦を決めたという。現在の社殿は慶長15年（1610年）に島津義弘が寄進したものを天明7年（1787年）に島津重豪が改築した物である。
外洋に面した立地から古くから「航海神」としても崇められ、江戸時代以降は琉球からの使節の崇敬も集めるようになった。
しかし江戸時代になると、宇佐八幡宮の五社別宮ともされていた新田神社の方が次第に重く扱われるようになったらしく、明治4年（1871年）5月に国幣小社に列したが、対して新田神社は同18年（1885年）に上位の国幣中社に列している。
第二次世界大戦後に近代社格制度が廃止されると、当社は神社本庁に参加、その別表神社に定められた。

### 清所と玉の井
当神社の本殿の裏に、木製の柵で囲まれた一角がある。この柵の中は、地面に大小様々な大きさの石が敷き詰められているが、ここは「清所」と呼ばれている場所で、言い伝えでは豊玉姫の御陵であるともいわれている。
当神社の近くには、豊玉姫と彦火々出見尊が出会ったとされ、日本最古の井戸ともいわれる「玉の井」があり、古事記 上巻や日本書紀巻第二 神代下・第十段の本文、第十段の一書（第一）、一書（第二）、一書（第四）などに記されている井戸であるとされる。また彦火々出見尊と豊玉姫の結婚後の新居があったとされる「婿入谷」という所もある。

### 神階
- 貞観2年（860年）3月20日、従五位上から従四位下 （『日本三代実録』）
- 貞観8年（866年）4月7日、従四位上　（『日本三代実録』）
- 元慶6年（882年）10月9日、正四位下　（『日本三代実録』）

## 境内
- 本殿

方3間の入母屋造妻入で、屋根銅板葺、千木・鰹木を置き、正面に縋破風で1間の向拝を付ける。平成2年（1990年）3月23日に鹿児島県の有形文化財に指定された。
参道から本殿の方を向くと、本殿の屋根の上に開聞岳が位置する構造になっているが、現在は背後の樹木が繁茂して見通すことはできなくなっている。

## 境外社
- 御嶽神社（おんたけじんじゃ）- 奥宮

開聞岳山頂に鎮座

## 主な祭事
神幸祭 （10月16日）

## 文化財

### 重要文化財（国指定）
- 松梅蒔絵櫛笥（内容品・目録共） - 松と梅の蒔絵で飾られた女性用の化粧用具箱。昭和2年（1927年）4月25日に古社寺保存法に基づく国宝（旧国宝、現行法の重要文化財に相当）に指定

### 鹿児島県指定有形文化財
- 本殿

### 指宿市指定有形文化財
- 琉球扁額7点 - 平成22年1月6日指定

## 現地情報
所在地
- 鹿児島県指宿市開聞十町1366

交通アクセス
- 最寄駅：JR九州指宿枕崎線 開聞駅 （徒歩約12分）

## 関連図書
- 安津素彦・梅田義彦編集兼監修者『神道辞典』神社新報社、1968年、50頁
- 白井永二・土岐昌訓編集『神社辞典』東京堂出版、1979年、293-294頁